# Nürensdorf
Nürensdorf es una comuna suiza perteneciente al distrito de Bülach del cantón de Zúrich.
En 2015 tiene 5464 habitantes en un área de 10,03 km².
Nürensdorf se menciona por primera vez en torno a 1150 como Noelistorf. En 1277 se menciona como Nueristorf. Perteneció históricamente al condado habsburgués de Kyburg.
Se sitúa a medio camino entre Winterthur y Zúrich.